# Galerida
Galerida is een geslacht van zangvogels uit de familie Alaudidae (leeuweriken).

## Soorten
Het geslacht kent de volgende soorten:
- Galerida cristata – Kuifleeuwerik
- Galerida deva – Sykes' kuifleeuwerik
- Galerida macrorhyncha – Langsnavelkuifleeuwerik
- Galerida magnirostris – Grootsnavelleeuwerik
- Galerida malabarica – Malabarkuifleeuwerik
- Galerida modesta – Zonneleeuwerik
- Galerida theklae – Thekla's leeuwerik